# Orvalho (Oleiros)
Orvalho es una freguesia portuguesa del concelho de Oleiros, con 34,79 km² de superficie y  habitantes (2007). Su densidad de población es de 20,8 hab/km².